# Daniel Blatman
Daniel Blatman (דניאל בלטמן; geboren am 31. Januar 1953 in Tel-Aviv) ist ein israelischer Historiker.

## Leben
Daniel Blatman besuchte die Schule in Kirjat Schmona und studierte Geschichte an der Hebräischen Universität Jerusalem, an der er 1981 die erste Prüfung machte, 1988 das Magisterstudium abschloss und 1992 bei Israel Gutman promoviert wurde. Von 1981 bis 1992 arbeitete er als Gymnasiallehrer in Kirjat Schmona.
Blatman wurde 1997 wissenschaftlicher Angestellter an der Hebräischen Universität und 2009 dort Associate Professor am Institut für gegenwärtiges Judentum. Er nahm Gastprofessuren an der Universität Tel Aviv, New York University, Jagiellonen-Universität, Georgetown University und am Sciences Po in Paris wahr.
Blatman forschte über den Allgemeinen Jüdischen Arbeiterbund. 2006 befasste er sich während eines Forschungsaufenthalts am USHMM in Washington mit dem Gardelegen-Massaker 1945. Seine Publikation  über die Todesmärsche von KZ-Häftlingen zum Ende des Nationalsozialismus erhielt 2011 den Yad Vashem International Book Prize for Holocaust Research.
Im August 2023 war Blatman einer der Unterzeichner der Petition „The Elephant in the Room“, die Israels Besetzung der palästinensischen Gebiete als ein Apartheid-Regime verurteilte.
Im April 2025 schrieb Blatman in einem Artikel in Haaretz über die israelischen Angriffe auf den Gazastreifen:
Ich beschäftige mich seit etwa vierzig Jahren mit der Erforschung des Holocaust. ... In meinen schlimmsten Albträumen hätte ich mir nicht vorstellen könnte, dass ich Zeugenaussagen über einen Massenmord lesen würde, den der jüdische Staat verübt. ... Selbst in meinen schlimmsten Albträumen hätte ich mir nie vorstellen können, dass der jüdische Staat hungernde Kinder zu Tode bomben würde.
In seinem Artikel bezieht sich Blatman auch auf Marek Edelman, der seine Stimme gegen das israelische Vorgehen in den besetzten Gebieten – insbesondere im Gazastreifen – erhoben und die zynische Benutzung des Gedenkens an den Holocaust zur Rechtfertigung von Gewalt und Unterdrückung scharf kritisiert hatte.

## Schriften (Auswahl)
- For our freedom and yours. The Jewish Labour Bund in Poland 1939–1949. Übersetzung Naftali Greenwood. London: Vallentine Mitchell, 2003, ISBN 0-85303-458-3 (Jerusalem, Hebräische Univ., Diss., 1996, Yad Vashem, 1996)
- Reportage from the Ghetto, The Jewish Underground press in Warsaw, 1939–1945. Yad Vashem, 2002
- Die Todesmärsche – Entscheidungsträger, Mörder und Opfer. In: Ulrich Herbert und andere (Hrsg.): Die nationalsozialistischen Konzentrationslager. Bd. 2, Frankfurt am Main: Fischer, 2002, S. 1069, ISBN 3-596-15516-9
- The Polish Street Fell Short in Its Relations with the Jews, in: Beate Kosmala, Feliks Tych (Hrsg.): Facing the Nazi Genocide: Non-Jews and Jews in Europe. Berlin: Metropol, 2004
- En direct du ghetto : La presse clandestine juive dans le ghetto de Varsovie (1940–1943), éd. Cerf, 2005
- Bund. In: YIVO Encyclopedia of Jews in Eastern Europe, 2008
- Die Todesmärsche 1944/45. Das letzte Kapitel des nationalsozialistischen Massenmords. Übersetzung aus dem Hebräischen. Reinbek: Rowohlt, 2011, ISBN 978-3-498-02127-6